# Pepito (opera)
Pepito nebo též Děvče z Elizonda (ve francouzském originále, Pépito) je opéra comique o jednom dějství francouzského skladatele Jacquese Offenbacha z roku 1853 na libreto Léona Battua a Julese Moinauxe podle staršího vaudevillu Eugèna Scriba Premières Amours (První lásky, 1825). Je to Offenbachovo první scénické dílo, které se dočkalo divadelního provedení ve Francii.

## Vznik
Jacques Offenbach byl již ve 40. letech 19. století v Paříži znám nejen jako violoncellový virtuos, ale i autor především salonní instrumentální i vokální hudby; od roku 1850 byl rovněž dirigentem orchestru Comédie-Française. Jeho největším zájmem však bylo hudební divadlo a od poloviny 40. let se pokoušel se svými díly žánru opéra comique (tj. oper s mluvenými dialogy) dostat na jeviště. Jenže privilegia pařížských divadel vyhrazovala původní hudebně dramatická díla jen úzké skupině z nich: pro opéru comique to byla pouze Opéra-Comique a Opéra-National. Avšak Opéra-Comique, která od skladatele roku 1846 objednala jeho první jevištní dílo Přístěnek (L'Alcôve), ho nikdy neuvedla ani neprojevila zájem o jeho další tvorbu a naději na spolupráci s Opéra-National zmařil její bankrot roku 1848. Svou další operu Mathurinův poklad mohl uvést pouze na koncertě ve vlastní režii na jaře roku 1853. K uvedení nového díla se mu však podařilo získat divadlo Théâtre des Variétés, přestože to mělo licenci jen na vaudevilly, tj. hry používající nepůvodní nápěvy na nové texty.

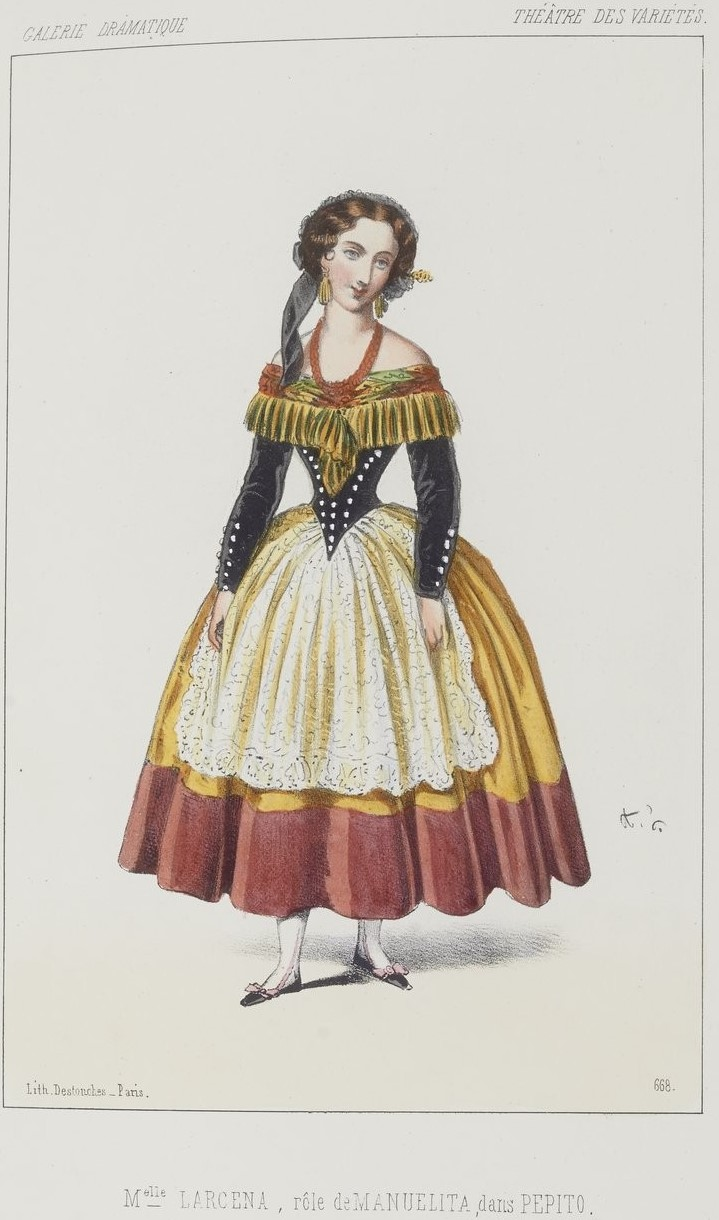
Elisabeth-Gabrielle Larcéna v roli Manuelity v Pépitovi, rytina Alexandra Lacauchieho

Libreto drobné opery, jejíž původní název měl znít Vertigo, napsali mladý dramatik Léon (vl. jm. Charlemagne-Antoine-Pantaléon) Battu (1828–1857), syn druhého šéfdirigenta Pařížské opery Pantaléona Battua, a začínající spisovatel a dramatik Jules Moinaux (vl. jm. Joseph-Désiré Moineaux, 1815–1895). Battu, který již pro Offenbacha napsal libreto Mathurinova pokladu, zemřel o čtyři roky po premiéře Pepita, avšak pro Moinauxe znamenala spolupráce s Offenbachem na Pepitovi a později na Dvou slepcích (1855) počátek úspěšné libretistické kariéry. Pro samotného Offenbacha to znamenalo první hudebně dramatické dílo regulérně uvedené na pařížském jevišti před platícím obecenstvem – Přístěnek i Mathurinův poklad se hrály jen na soukromých koncertech. Nebyla to však první Offenbachova opera uvedená v divadle – Přístěnek se totiž hrál, byť s malým ohlasem, v divadle v jeho rodném Kolíně nad Rýnem roku 1848.
Premiéra Pepita se konala 28. října 1853. Kritik hudebního týdeníku Le Ménéstrel Jules Lovy tvrdil, že na přípravu Pepita bylo konáno šedesát sedm divadelních zkoušek; i když je to číslo pochybné, byl Pepito ve Variétés dobře vypraven i nastudován, což se projevilo na příznivém přijetí obecenstvem i kritikou. V obsazení exceloval oblíbený komik Variétés Adolphe Leclère, který značně přispěl k úspěchu díla. Ale i tenor Biéval v úloze Miguela a slečna Larcénová jako Manuelita se osvědčili. Obecenstvo Variétés pravda nebylo zvyklé na hudebně o něco náročnější dílo a autoři byli po premiéře nuceni dílo upravit a vyškrtnout dvě čísla, totiž Manuelinu píseň č. 1 a Miguelovu romanci č. 6 (v této upravedné podobě vzápětí dílo vydal nakladatel Étienne Chaillot). Zato i přísný kritik Jules Janin v časopise Journal des Débats ho označil za „hezké a chutné dílo starší značky“ a domníval se, že dokazuje, že by měl být Offenbach vpuštěn do divadla Opéra-Comique. Jules Lovy tvrdil, že se uvedením Pepita divadlo Variétés stává „čtvrtým operním divadlem“ v Paříži (po Opeře, Opéra-Comique a Théâtre-Italien).
To však právě bylo kamenem úrazu. Přestože Offenbach věnoval partituru díla jeho manželce, neváhal ředitel Opéra-Comique Émile Perrin zasáhnout u státního ministra (předsedy vlády) na ochranu privilegia svého divadla, které zakazovalo jiným pařížským divadlům uvádět hudebně-dramatická díla střídající původní hudbu a mluvené slovo. Státní ministr věc postoupim ministru vnitra, a i když se Offenbachovi díky známostem podařilo získat určitý odklad, již v listopadu 1853 musel být Pepito z programu stažen, aniž by se zájem diváků vyčerpal. Úspěchem Pepita povzbuzená Offenbachova naděje na objednávky děl od Opéra-Comique nebo jiných divadel se ani tentokrát nenaplnila.

## Charakteristika

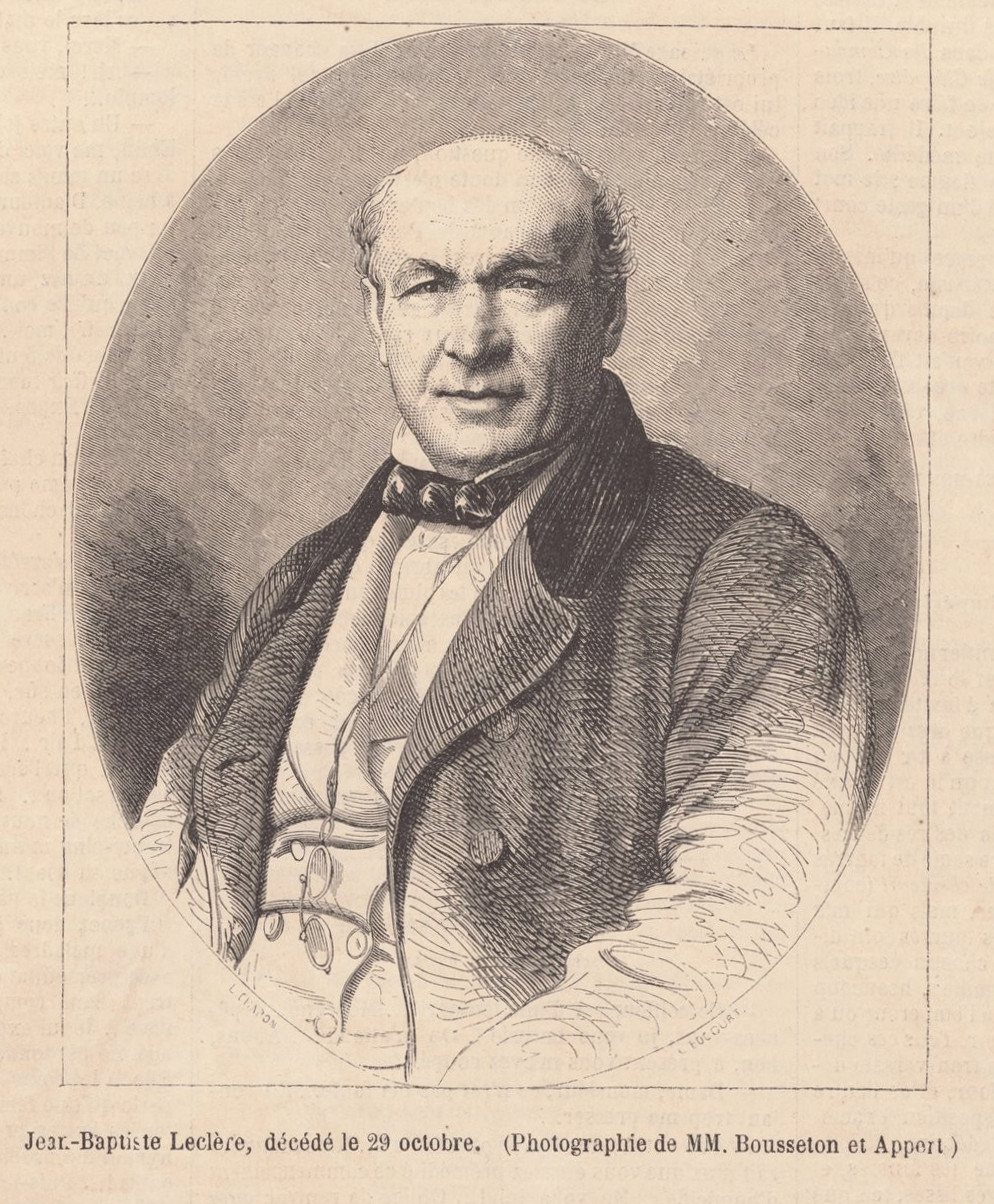
Adolphe Leclère (1800–1861), první představitel Vertiga v opeře Pepito

Stejně jako ostatní Offenbachovy jevištní práce z doby před založením divadla Théâtre des Bouffes-Parisiens – totiž Přístěnek, Mathurinův poklad a Luc a Lucette – je Pepito drobná, avšak autentická opéra comique s venkovským námětem, která ještě nepatří mezi zakládající díla nového žánru zvaného opéra bouffe nebo opereta. Od ostatních tří se však liší dvěma rysy. Jednak je to první dílo ze španělského prostředí, které bylo sice v té době ve francouzské kultuře celkově oblíbené, ale Offenbachovi bylo zvláště blízké díky jeho španělské manželce Hermine – ostatně „Pepito“ se jmenoval jeho švagr. Prostředí je přitom přesně vystiženo i hudebně: recenzent Henri Blanchard v Revue et Gazette musicale de Paris chválil „půvabné hudební tkanivo barvy navýsost iberské“, a vyzdvihl zejména „předehru, která splňuje všechny předpoklady španělské hudby, fandango, bolero, baskický buben, kastaněty…“. I podle českého Offenbachova životopisce dominují Pepitovi romance a typicky španělské barvy. Offenbach se ke španělskému prostředí vrátil v četných dalších dílech, včetně Advokáta Peronilly, ke kterému napsal výjimečně sám i libreto. Druhým rysem je parodie opery – v tomto případě konkrétně Rossiniho Lazebníka sevillského v nejznámějším čísle Pepita, vstupní árii Vertiga (č. 2). Offenbachovi byla parodie vždy blízká; vyzkoušel si ji ve scénce Citrouillard au désert (1846), která parodovala dobově velmi populární symfonickou báseň Féliciena Davida Le Désert, a nachází se ve velkém množství Ofenbachových děl zejména z první poloviny jeho jevištní kariéry včetně těch nejslavnějších, jako jsou Orfeus v podsvětí, Krásná Helena nebo Velkovévodkyně z Gerolsteinu.
Přestože jde o drobné dílo a zápletka je jednoduchá, je Battuovo a Moinauxovo libreto účinné, „zábavné a hudební“, a již dobová kritika (Henri Blanchard) oceňovala toto „malé intimní drama pro tři osoby, jemnou a křehkou analýzu citových hnutí srdce“. Stejně jako v případě Mathurinova pokladu zde titulní postava nevystupuje, jen se o ní hovoří; „Pepito“ je jakousi čtvrtou stranou milostného trojúhelníku, v němž se o sličnou hostinskou Manuelitu ucházejí starší Vertigo a mladší a vposledku úspěšnější Miguel. Na rozdíl ještě od Mathurinova pokladu, kde hudební čísla většinou stojí mimo děj a jsou ilustrační, zde jsou mnohem více integrována do dramatického průběhu, charakterizují postavy (romance Manuelity a Miguela, č. 3 a 6, a buffo árie Vertiga č. 2) a posunují děj kupředu. Do širší hudební scény je zapracováno jak rozuzlení ve finále (č. 8), tak dramatický vrchol díla – humorná konfrontace obou nápadníků v široce založeném pijáckém tercetu (č. 5). Proto také Blanchard Pepitovi přiznával „vývoj a logiku dramatické a hudební myšlenky“ a shledával, že se Offenbach tímto dílem „zařadil mezi dramatické skladatele“. Hudba je vynalézavá zejména po melodické a rytmické stránce, jistým nedostatkem je příliš střízlivá harmonie. V instrumentaci se uplatňuje například efekt imitace dud.
Pepito tak má po dramatické i hudební stránce řadu předností, avšak podle historika hudebního divadla Kurta Gänzla skladatel v Pepitovi ještě „nedosáhl té svobody hudebního výrazu, která se pro Offenbacha později stala příznačnou“.

## Inscenační historie
Po nuceném stažení z Théâtre des Variétés se nejprve nenaskytla možnost uvést Pepita na jiném místě legálně, a tak jakési první nové nastudování provedl skladatel sám na salonním koncertě ve vlastním bytě 27. března 1834, za doprovoudu dvou klavírů. Přitom se sám zhostil úlohy Vertiga (přestože Offenbach rád pořádal zábavy a scénky v domácím prostředí, na regulérním jevišti – na rozdíl od svého hlavního konkurenta Hervého – nikdy nestanul).
Jacques Offenbach otevřel v červenci vlastní divadlo Théâtre des Bouffes-Parisiens. Jeho repertoár byl divadelní licencí omezen na jednoaktové hry s původní hudbou a s nejvýše třemi, později čtyřmi jednajícími postavami. Tyto podmínky Pepito splňoval, ale Offenbach měl připraven jiný repertoár z vlastního i cizího pera, který měl úspěch, a mohl Pepita držet nějakou dobu v záloze. Nutnost nasadit toto dílo nastala koncem února roku 1856, kdy jeden z nejpopulárnjších herců-spoluzakladatelů Bouffes-Parisiens Jean Berthelier přijal prestižní nabídku angažmá v Théâtre Impérial de l'Opéra-Comique a některá oblíbená díla, v nichž hrál hlavní roli – například Dva slepci a Ba-ta-clan – musela být alespoň dočasně stažena z repertoáru. Mezeru do uvedení zbrusu nového díla, jímž byl Tromb-al-ca-zar aneb Dramatičtí zločinci, mělo zaplnit nastudování Pepita. Soubor Bouffes-Parisiens ho nastudoval a poprvé představil na soukromém večírku u nevlastního bratra a úzkého spolupracovníka císaře Napoleona III. (a současně Offenbachova mocného příznivce) hraběte de Mornyho dne 29. února 1856. Morny slavnost uspořádal pro hosty Pařížského kongresu, který měl ukončit krymskou válku, a vedle Pepita se hrál i Ba-ta-clan. 10. března 1856 se pak Pepito hrál prvně pro veřejnost v Théâtre des Bouffes-Parisiens. V roli Vertiga exceloval Étienne Pradeau, zato Petit-Delamarre (vl. jm. Jean-Baptiste Petit) jako Miguel a Emma Hesmezová jako Manuelita nepřesvědčili.
Do zahraničí přineslo Pepita samotné divadlo Bouffes-Parisiens na svých zájezdech do Londýna (St James's Theater) v červnu 1857, do Berlína (Krolloper) v červnu 1858 a do lázní Bad Ems v srpnu téhož roku. Podle listu Berliner Musikzeitung Pepito „obsahuje mnoho sentimentálních okamžiků, jež jsou však dostatečně ochromeny vysoce komickými situacemi“; obecenstvu se líbil, zejména Pradeauova interpretace Vertiga.

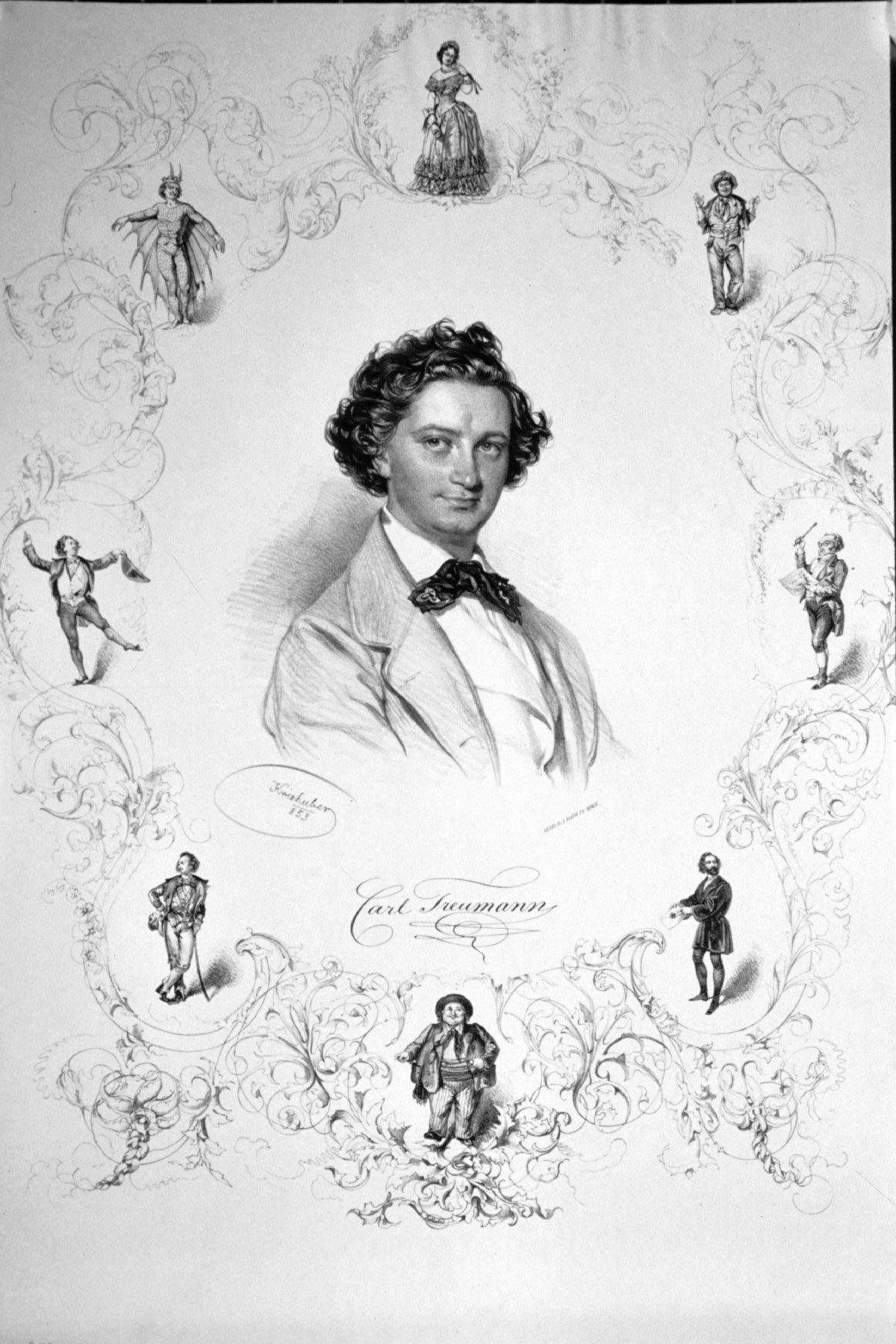
Karl Treumann, první vídeňský Vertigo z opery Pepito (Děvče z Elisonza)

První inscenaci Pepita mimo Francii uvedlo vídeňské divadlo Carltheater, jež v té době vedl známý herec a dramatik Johann Nepomuk Nestroy. Z iniciativy jiného slavného herce té doby, Karla Treumanna, zde byla v říjnu 1858 s obrovským úspěchem uvedena Offenbachova opera Zasnoubení (Svatba) při lucernách a Treumann ihned sáhl po dílu, které mu bylo z dosavadní Offenbachovy tvorby nejpříbuznější, totiž Pepitovi. I on měl prostý a převážně lyrický námět z venkovského života, který měl u vídeňského publika (stejně jako předtím u berlínského) větší šanci na pochopení než burleskní parodie jako Ba-ta-clan nebo Dva slepci. Stejně jako v případě Zasnoubení při lucernách neměl Treumann k dispozici Offenbachovu partituru, takže zadal klavírní výtah opery kapelníkovi Carltheatru Carlu Binderovi k nové instrumentaci. Treumann původní francouzský text rovněž sám přeložil a podstatně upravil, zejména pro komickou roli Vertiga, které se sám ujal. Manuelitu hrála oblíbená zpěvačka a tanečnice Theresa Brauneckerová-Schäferová a tenorovou roli Miguela přepsali Treumann a Binder pro mezzosopranistku Annu Grobeckerovou. Premiéra takto upraveného díla pod názvem Das Mädchen von Elisonzo se konala 18. prosince 1858. I tuto operetu přijalo vídeňské obecenstvo s nadšením, pijácký tercet se musel o premiéře hned dvakrát opakovat a příznivé byly i kritiky. Recenzent Die Presse sice dával přednost Svatbě při lucernách, přiznával však i Děvčeti z Elisonza „všechny přednosti, kterými se talent tohoto německo-francouzského umělce vyznačuje: skutečný humor, nezkalená veselost, šťastná nápaditost v melodiích a celkově ta forma, která svým šťastným propojením lidovosti a ušlechtilosti rychle přináší skladateli onu oblibu, jíž se právem těší.“ Recenzent Blätter für Musik, Theater und Kunst naopak preferoval Děvče z Elisonzy před Svatbou při lucernách jakožto méně pretenciózní a méně „operní“: „V Děvčeti z Elisonza prýští hudební pramen svěžeji, původněji.“
Po Vídni uvedla Děvče z Elizonda prakticky všechna německojazyčná divadla monarchie: 31. března 1859 Štýrský Hradec, 12. prosince 1859 Linec, 12. dubna 1860 Salcburk, 3. listopadu 1860 Klagenfurt, v lednu 1861 Velký Bečkerek, 21. března 1861 Lublaň, 26. dubna 1861 Innsbruck...
V roce 1859 vydalo nakladatelství Bote & Bock, se kterým uzavřel Offenbach exkluzivní smlouvu, německou verzi Pepita ve věrnějším překladu Johanna Christopha Grünbauma a Theodora Gassmanna. Ti nechali opeře vídeňský název, jen s opravou místa, kde se děj odehrává Das Mädchen von Elizondo. Berlínská premiéra se konala 8. listopadu 1859 v berlínské Dvorní opeře a tato „půvabná žertovná drobnost“ se líbila stejně jako o něco dříve Zasnoubení při lucernách. Již dříve však Pepita hrála provinční divadla, například ve Vratislavi.
Do Uherska přivezl Pepita nejprve z Vídně na hostování v Budínském německém divadle (Budai Nyári Színkör) Karl Treumann; poprvé se hrál 1. června 1859. 30. listopadu 1861 jej pak poprvé uvedlo v maďarštině, a to v překladu Lajose Csepregiho pod názvem Au elizondói leány, Národní divadlo (Nemzeti Színház) v Pešti. 25. listopadu tétož roku se tato verze již hrála v Kluži a 27. listopadu pak v Košicích, roku 1868 pak v Debrecínu.

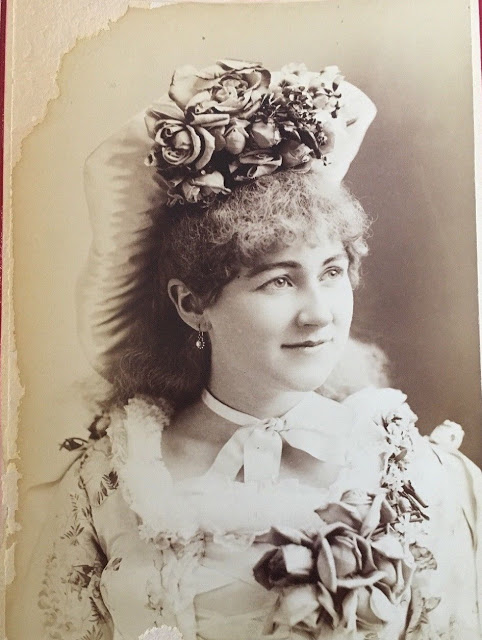
Adelaide Randall, první americká Manuelita

Z rakousko-německého prostředí – a v rakouské úpravě – se Pepito dostal i k sousedním slovanským národům. Už 2. ledna 1860 ho hrálo Velké divadlo ve Varšavě v polském překladu L. Matuszynského pod názvem Oberżystka z Elizondy. Roku 1863 ho uvedlo v chorvatštině divadlo v Záhřebu. 26. prosince 1910 uvedlo Pepita pod názvem Flickan från Elizondo Divadlo marionet v Bibliotekgatan ve Stockholmu a se živými herci pak 1. ledna 1913 divadlo Alhambra a již 13. ledna divadlo Oscarsteatern tamtéž.
Ve Velké Británii uvedlo Pepita divadlo Bouffes-Parisiens na svém zájezdu 24. června 1857, kdy hrálo v londýnském St James's Theatre, ale anglická divadla se ho zdá se neujala. Ve Spojených státech amerických hrála Pepita pod názvem Vertigo E. S. Payson’s English Comic Opera Company od roku 1876, Manuelitu přitom zpívala Adelaide Randall. V roku 1934 byl poprvé uveden v hebrejštiněm a to v Jeruzalémě v překladu M. Freidmanna.
Přestože měl Pepito španělské dějiště a výrazné hispanismy se objevují v melodice i instrumentaci, na pyrenejský poloostrov (stejně jako do Itálie) prakticky nepronikl. Teprve v roce 1992 uvedl Pepita – společně s Manželem za dveřmi – ve španělské premiéře soubor Aula de Cant dirigentky Carmen Bustamantové v sále Pati de Lletres Barcelonské univerzity.
Z inscenací 21. století lze uvést koncertní uvedení na Festivalu Jacquese Offenbacha v Bad Ems roku 2005, nastudování Compagnie Nadia Baji z roku 2007, které bylo hráno v Paříži (Auditorium Jean de La Fontaine) a v Compiègne, inscenaci festivalu Opéra de Barie roku 2009, nastudování v Csokonaiově národním divadle (Csokonai Nemzeti Színház) v Debrecínu roku 2014 – ve spojení s operou Rita aneb Týraný manžel Gaetana Donizettiho, inscenaci pařížského souboru La Compagnie des Délassements Comiques z roku 2014 (Petit Théâtre de Naples, spolu se Dvěma slepci), nastudování texaské Dallas Opera z roku 2018 nebo komorní provedení v Linci roku 2019.

### Pepitov českých zemích
Vídeňská úprava Pepita, tedy v němčině pod názvem Das Mädchen von Elisonzo, byla brzy hrána též v Zemském divadle v Praze. Postava Miguela však byla na rozdíl od produkce Carltheatru svěřena zpět tenoru. Po Zasnoubení při lucernách to bylo druhé Offenbachovo dílo hrané v Praze a vůbec v českých zemích. Premiéra se konala 9. dubna 1859. Přijetí obecenstvem i kritikou však bylo o poznání vlažnější. Bohemia psala: „Děvče z Elisonza ani zdaleka nelze srovnávat se Svatbou při lucernách téhož skladatele. Pasivní monotónnost celku přerušuje jen jediný přitažlivý motiv, pijácký tercet. Rozebírat reminiscence, které se posluchači na více než jednom místě vnucují, ani nestojí za námahu, neboť Dívka z Elisonza jen stěží přetrvá svůj počáteční vyměřený život. Alespoň obecenstvo se v tomto ohledu vyjádřilo na konci dosti jednoznačně.“ Podobně se vyjádřil i český hudební časopis Dalibor: „Je to velmi mdlá práce nevynikajíc ani původností ani svěžestí myšlenek.“ Nové dílo se tak nestalo trvalým obohacením pražského repertoáru, přes původně vlažné přijetí se však Děvče z Elizonda hrálo v pražském německém divadle ještě v roce 1894 a dokonce v roce 1934.
Jen o pár týdnů později než Praha, 28. dubna 1859, se s Děvčetem z Elizonda seznámilo i Brno. V tamějším Královském městském divadle s ním hostoval soubor vídeňského Carltheater s Karlem Treumannem a svými dalšími hvězdami, a to s takovým úspěchem, že zájezd za dva měsíce opakoval a 26. listopadu téhož roku se tato opereta objevila i ve vlastním nastudování brněnského divadla. Následovaly inscenace v dalších německojazyčných divadlech, např. v Olomouci (4. února 1860) a ve Znojmě (březen 1860), včetně amatérských (např. Děčín 1871 v podání spolku „Eiche“, Liberec roku 1882).
Při úspěchu Offenbachových operet v počátečních dekádách českého profesionálního divadla je překvapivé, že Pepito, který se hrál (jakožto Děvče z Elizonda) ve střední Evropě dosti často, hledal cestu na česká jeviště velmi obtížně. Na počátku sezóny 1894/95 bylo ohlašováno nastudování Pepita (pod názvem Dívka z Elisonzo) v Národním divadle, které se však neuskutečnilo. Počátkem 20. let 20. století provádělo pozoruhodný experiment s provozováním loutkových činoher a zpěvoher Loutkové divadlo Feriálních osad v Plzni, které si bralo inspiraci z Loutkového divadla mnichovských umělců (Marionettentheater Münchner Künstler) Paula Branna. Plzeňští loutkáři po Škroupově Dráteníku a Mozartově Bastienovi a Bastience nastudovali roku 1922 i Děvče z Elizondy (z repertoáru Mnichovských umělců), které představili i roku 1925 na druhém sjezdu českých loutkářů v Plzni. Je raritou, že českojazyčná premiéra se konala v loutkové podobě. Posluchači Československého rozhlasu poté mohli tuto drobnou operu slyšet roku 1930 z brněnského studia a o dva roky později z bratislavského; roku 1950 byla pořízena i nahrávka v pražském rozhlasovém studiu, která se pak příležitostně vysílala. Ale scénickou podobu pro živé herce vypravilo až 30. srpna 1962 Slezské divadlo Zdeňka Nejedlého v Opavě, a to ve tradiční kombinaci se Zasnoubením při lucernách. Následovala inscenace v Divadle F. X. Šaldy v Liberci (premiéra 30. ledna 1965, také Zasnoubení při lucernách a Salon Šuflík). Všechny uvedené produkce vycházely z německé úpravy včetně názvu Děvče z Elizonda.

## Osoby a první obsazení
| osoba                                  | hlasový obor | světová premiéra (28.10.1853)          | vídeňská premiéra (18.12.1858) | česká premiéra (9.4.1859) | premiéra v češtině (30.8.1962) |
| -------------------------------------- | ------------ | -------------------------------------- | ------------------------------ | ------------------------- | ------------------------------ |
| Vertigo, hostinský U krokodýla         | bas          | Adolphe(-Jean-Baptiste-Victor) Leclère | Karl Treumann                  | Hevemann                  | Horymír Vávrů                  |
| Miguel, mladý baskický rolník          | tenor        | Biéval (vl. jm. Charles-Louis Lourdel) | Therese Braunecker-Schäfer     | August Markwordt          | Miloslav Arbeit                |
| Manuelita, sirotek, hostinská U naděje | soprán       | Elisabeth-Gabrielle Larcéna            | Anna Grobecker                 | Müller                    | Milada Cholevová               |
| Dirigent:                              | Dirigent:    | Jacques Offenbach                      | Carl Binder                    | …                         | Miroslav Kolář                 |

## Děj opery

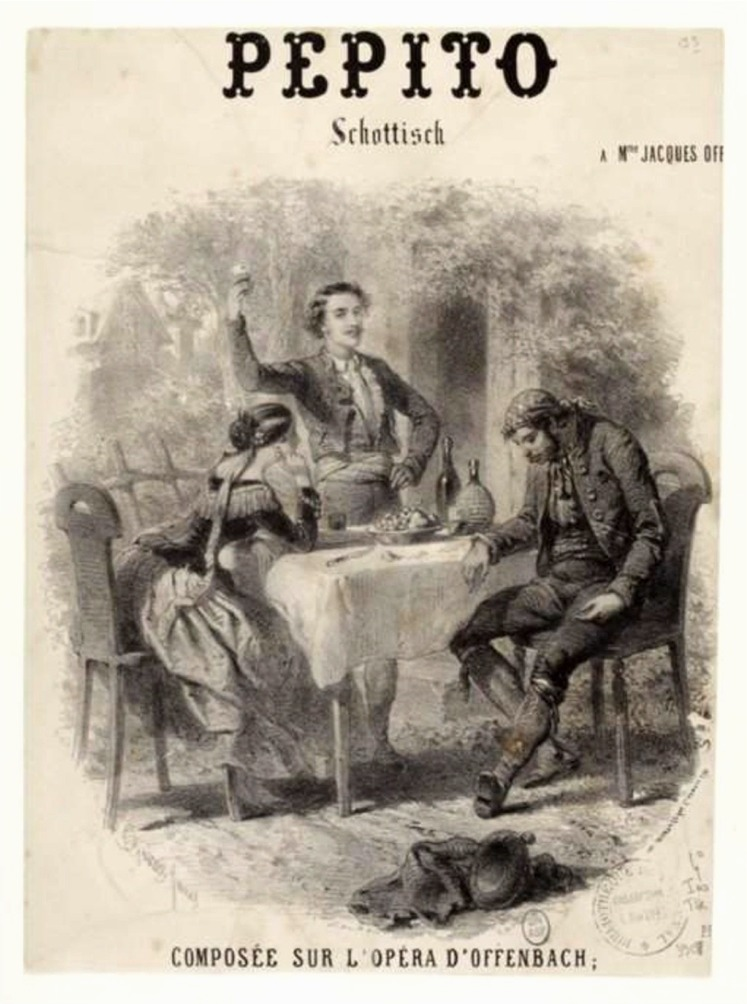
Scéna z opery Pepito (titulní list šotyše na motivy této opery)

V baskické vesnici stojí vedle sebe dva hostince. Hostinskou v prvním z nich, „U naděje“, je mladá Manuelita. Ta poklízí a pod větvemi stromu vzpomíná n svého milého Pepita, který byl odveden do vojska (č. 1 Manuelitina píseň Il aimait notre vert feuillage). Majitelem druhého hostince „U krokodýla“ je postarší Vertigo, který je v této vesnici nejen hostinským, ale i vším ostatním od poštmistra po hrobníka, prostě faktotum celého okresu (č. 2 Vertigův kuplet À tous les métiers moi j'excelle). A při svém bezmezném sebevědomí usiluje o ruku krásné Manuely, která však jeho namlouvání odmítá, protože zachovává věrnost svému Pepitovi. Už tři roky šetří na jeho vykoupení z vojny a vzpomíná na smutný den, kdy musel narukovat (č. 3 Manuelitina romance Un jour de détresse).
Do vesnice se po studiích v Madridu vrací zdejší rodák Miguel. Byl vždy Pepitovým kamarádem (dosud si s ním dopisuje), ale i druhem ve hrách malé Manuelitě. Oba tedy při setkání vzpomínají na své dětství a současně jsou překvapeni, jací lidé z nich dospěli (č. 4 duet Si les filles de ce village). Miguelovi padne Manuelita do oka a hodlá v jejím hostinci povečeřet, ale Vertigo se vrátí a vnutí se k jejich tête-à-tête. Zatímco Manuela chystá pokrmy, vypráví Miguel Vertigovi o svých úspěších u žen v hlavním městě. Hostinský od něj proto vyzvídá rady, jak zapůsobit na ženy – a konkrétně na Manuelitu, přičemž se holedbá, že u ní již skoro měl svými lichotkami úspěch. Miguel předstírá, že je mu ochoten pomoci, a radí Vertigovi přinést víno, která má prý dívku učinit povolnější – ve skutečnosti se mladík snaží překážejícího Vertiga zbavit tím, že ho opije. To není u hostinského jednoduché, ale postupně se mu to podaří a Vertiga po veselém stolování popadne dřímota (č. 5 tercet À table, à table a pijácký kuplet Bruit charmant). I Miguel je rozjařený a poněkud nevybíravě se dvoří Manuele. Ta se jeho chováním cítí uražena a zklamána a s pláčem ho odmítne.
Manuelitinou rozhodností a zásadovostí ohromený Miguel vystřízliví. I Vertigo se musí vzchopit a spěchat do kostela, kde má dnes velký den – má zahrát corregidorovi ze San Sebastiánu na serpent. Přitom se Miguelovi přizná, že o Manuelitině povaze lhal, a naopak chválí její ctnost a stálost. Miguel si uvědomuje, že si dívka vydobyla jeho úctu a skutečnou lásku (č. 6 Miguelova romance Jadis l'humeur légère). Omlouvá se Manuelitě, a aby jí dokázal, že jeho láska není jen rozmarem, žádá ji o ruku. Manuelita k němu sice cítí náklonnost, ale musí ho odmítnout. Prozrazuje, že je snoubenkou Pepita, na kterého věrně čeká (č. 7 duet Un jour au pied de la Madone).
Zklamaný Miguel se chce obětovat a sám nahradit Pepita u vojska, aby se tento mohl vrátit k Manuelitě. Dívka je rozpolcena a neví, zda může takovou oběť přijmout. Loučí se s Miguelem, ale z objetí na rozloučenou se ani jeden z nich nechce vyprostit. Vertigo se vrací zcela rozmrzelý: jeho koncert na serpent byl úplné fiasko. A protože je i zdejší listonoš, zastavil se cestou na poště a přinesl Miguelovi dopis od Pépita. V něm mu Manuelitin snoubenec sděluje, že se před třemi týdny v Cádizu oženil s markytánkou u svého vojska. Manuela je překvapena, ale rázem vystřízliví. Vertigo vycítí příležitost a ihned žádá Manuelitu o ruku, ta ji však podává Miguelovi. Hostinský je zklamán, ale smíří se s mladým párem pod podmínkou, že ho nechají zahrát na dvé svatbě na serpent (č. 8 finále Adieu, adieu… Pépito, grands Dieux).

## Instrumentace
(Verze Herrmanna Lamprechta) Dvě flétny (2. též pikola), hoboj, dva klarinety, fagot; trubka, pozoun; tympány, bicí souprava; klavír; smyčcové nástroje (housle, violy, violoncella, kontrabasy).

## Diskografie
- 1949 (rozhlasová nahrávka, CD 2008 Monopole ME 0001; Cantus Classics CACD 5.01136 F, spolu s Dafnis a Chloé) Zpívají: (Vertigo) Frank Fehringer, (Miguel) Sanders Schier, (Manuelita) Bettina Bruckner. Orchester des Hessischen Rundfunks řídí Kurt Schröder (v němčině jako Das Mädchen von Elisondo).[61]
- 1950 (rozhlasová nahrávka, nevydáno) Zpívají: (Vertigo) Karel Kalaš, (Miguel) Antonín Votava, (Manuelita) Milada Jirásková. Pražský rozhlasový orchestr řídí František Dyk (jako Děvče z Elizonda v českém překladu a osobité úpravě Josefa Odcházela, spočívající mimo jiné v přikomponování zpívaných recitativů).[62] Árii Vertiga Jsem ten, který má všechny klady nahráli v pražském rozhlase dirigent Miroslav Homolka a zpěvák Jan Sedliský roku 1981[63][64] a roku 1987 vyšla na LP firmy Supraphon nazvaném „Slavné operetní árie“.
- 1975 (rozhlasová nahrávka, dosud oficiálně nevydaná) Zpívají: (Vertigo) Yves Bisson, (Miguel) Albert Voli, (Manuelita) Mady Mesplé. Orchestre Lyrique de L'Office de Radiodiffusion Télévision Française řídí Catherine Comet (ve francouzštině).[61]
- 1980 (rozhlasová nahrávka, dosud oficiálně nevydaná) Zpívají: (Vertigo) Alan Opie, (Miguel) Adrian Thompson, (Manuelita) Fiona Dobie. Orchestr London Studio Players řídí Fraser Goulding (v angličtině).[61]